# Sebastian Pelzer
Marc-Sebastian Pelzer (Trier, 1980. szeptember 24. –) német labdarúgó, az FC Hansa Rostock hátvédje.